# Dresdner Vorortsbahn
| U-Bahn-Strecke |       | von Dresden (1450 mm)                                       | von Dresden (1450 mm)                                       |
| U-Bahn-Bahnhof |       | Forsthaus Endstelle bis 1901                                | Forsthaus Endstelle bis 1901                                |
| U-Bahn-Strecke nach links                                                                                         |       | ab 1901 nach Kronstädter Platz (1450 mm)                    | ab 1901 nach Kronstädter Platz (1450 mm)                    |
| U-Bahn-Haltepunkt / Haltestelle Streckenanfang                                                                    | 0,00  | Forsthaus Stumpfendstelle mit einem Gleis                   | Forsthaus Stumpfendstelle mit einem Gleis                   |
| U-Bahn-Dienststation / Betriebs- oder Güterbahnhof                                                                | 0,19  | Ausweichstelle ohne Haltestelle (Schulstraße (Linzer Str.)) | Ausweichstelle ohne Haltestelle (Schulstraße (Linzer Str.)) |
| U-Bahn-Haltepunkt / Haltestelle                                                                                   | 0,29  | Sedanstraße heute: Grazer Straße                            | Sedanstraße heute: Grazer Straße                            |
| U-Bahn-Bahnhof | 0,71  | Gärtnerei Meischke                                          | Gärtnerei Meischke                                          |
| U-Bahn-Haltepunkt / Haltestelle                                                                                   | 1,20  | Kirchweg                                                    | Kirchweg                                                    |
| U-Bahn-Haltepunkt / Haltestelle                                                                                   | 1,65  | Friedhof Leuben                                             | Friedhof Leuben                                             |
| U-Bahn-Bahnhof | 1,85  | Marktplatz Leuben heute: Altleuben                          | Marktplatz Leuben heute: Altleuben                          |
| U-Bahn-Haltepunkt / Haltestelle                                                                                   | 2,25  | Königsallee heute: Berthold-Haupt-Straße                    | Königsallee heute: Berthold-Haupt-Straße                    |
| U-Bahn-Abzweig geradeaus, nach links und von links · U-Bahn-Kopfbahnhof Streckenende und quer                     | 2,87  | Moltkestraße (heute: Guerickewerkstraße)                    | ab 1903: Straßenbahnhof                                     |
| U-Bahn-Bahnhof | 3,26  | Actien-Gesellschaft Elektricitätswerke ab 1903: Sachsenwerk | Actien-Gesellschaft Elektricitätswerke ab 1903: Sachsenwerk |
| U-Bahn-Abzweig geradeaus, nach rechts und von rechts                                                              |       | Anschluss AGE (Kummerwerk) (später Sachsenwerk)             | Anschluss AGE (Kummerwerk) (später Sachsenwerk)             |
| U-Bahn-Abzweig geradeaus und ehemals von links · U-Bahn-Kopfbahnhof Streckenende und quer (Strecke außer Betrieb) |       | Straßenbahnhof bis 1903                                     | Straßenbahnhof bis 1903                                     |
| U-Bahn-Kopfbahnhof Streckenende                                                                                   | 3,632 | Niedersedlitz Stumpfendstelle mit zwei Gleisen              | Niedersedlitz Stumpfendstelle mit zwei Gleisen              |
| |       | Geschichte: 1899–1906                                       |                                                             |

| U-Bahn-Strecke                                                                                |       | von Dresden (1450 mm)                                                  | von Dresden (1450 mm)                                                  |
| U-Bahn-Bahnhof                                                                                |       | Forsthaus                                                              | Forsthaus                                                              |
| U-Bahn-Strecke nach links                                                                     |       | nach Laubegast (1450 mm)                                               | nach Laubegast (1450 mm)                                               |
| U-Bahn-Haltepunkt / Haltestelle Streckenanfang                                                | 0,00  | Forsthaus Stumpfendstelle mit einem Gleis                              | Forsthaus Stumpfendstelle mit einem Gleis                              |
| U-Bahn-Dienststation / Betriebs- oder Güterbahnhof                                            | 0,19  | Ausweichstelle ohne Haltestelle (Schulstraße (Linzer Str.))            | Ausweichstelle ohne Haltestelle (Schulstraße (Linzer Str.))            |
| U-Bahn-Haltepunkt / Haltestelle                                                               | 0,29  | Sedanstraße heute: Grazer Straße                                       | Sedanstraße heute: Grazer Straße                                       |
| U-Bahn-Bahnhof                                                                                | 0,71  | Gärtnerei Meischke                                                     | Gärtnerei Meischke                                                     |
| U-Bahn-Bahnhof                                                                                | 1,31  | Gärtnerei Ziegenbalg 1907 Ausweichstelle, verlegt von Kirchweg         | Gärtnerei Ziegenbalg 1907 Ausweichstelle, verlegt von Kirchweg         |
| U-Bahn-Haltepunkt / Haltestelle                                                               | 1,65  | Friedhof Leuben                                                        | Friedhof Leuben                                                        |
| U-Bahn-Bahnhof                                                                                | 1,85  | Marktplatz Leuben heute: Altleuben                                     | Marktplatz Leuben heute: Altleuben                                     |
| U-Bahn-Haltepunkt / Haltestelle                                                               | 2,25  | Königsallee heute: Berthold-Haupt-Straße                               | Königsallee heute: Berthold-Haupt-Straße                               |
| U-Bahn-Haltepunkt / Haltestelle                                                               | 2,59  | Klettestraße                                                           | Klettestraße                                                           |
| U-Bahn-Abzweig geradeaus, nach links und von links · U-Bahn-Kopfbahnhof Streckenende und quer | 2,87  | Straßenbahnhof                                                         | Straßenbahnhof                                                         |
| U-Bahn-Bahnhof                                                                                | 3,26  | Sachsenwerk                                                            | Sachsenwerk                                                            |
| U-Bahn-Abzweig geradeaus, nach rechts und von rechts                                          |       | Anschluss Sachsenwerk                                                  | Anschluss Sachsenwerk                                                  |
| U-Bahn-Strecke von links · U-Bahn-Abzweig ehemals geradeaus und nach rechts                   |       |                                                                        |                                                                        |
| U-Bahn-Strecke · U-Bahn-Kopfbahnhof Streckenende (Strecke außer Betrieb)                      | 3,632 | Niedersedlitz bis 1906                                                 | Niedersedlitz bis 1906                                                 |
| U-Bahn-Bahnhof · U-Bahn-Haltepunkt / Haltestelle Streckenanfang                               | 3,67  | Bf. Niedersedlitz rechts: Postgleis der Lockwitztalbahn                | Bf. Niedersedlitz rechts: Postgleis der Lockwitztalbahn                |
| U-Bahn-Abzweig geradeaus und von links · U-Bahn-Strecke nach rechts                           |       |                                                                        |                                                                        |
| U-Bahn-Abzweig geradeaus und nach rechts                                                      |       | nach Kreischa                                                          | nach Kreischa                                                          |
| U-Bahn-Haltepunkt / Haltestelle                                                               | 4,17  | Albertstraße heute: Eugene-Lewin-Straße                                | Albertstraße heute: Eugene-Lewin-Straße                                |
| U-Bahn-Bahnhof                                                                                | 4,72  | Gasthof Großzschachwitz Kreuzung Pirnaer Landstraße                    | Gasthof Großzschachwitz Kreuzung Pirnaer Landstraße                    |
| U-Bahn-Haltepunkt / Haltestelle                                                               | 5,15  | Gasthof Goldene Krone                                                  | Gasthof Goldene Krone                                                  |
| U-Bahn-Haltepunkt / Haltestelle                                                               | 5,32  | Georg- und Fürstenplatz heute: Altkleinzschachwitz und Putjatinplatz   | Georg- und Fürstenplatz heute: Altkleinzschachwitz und Putjatinplatz   |
| U-Bahn-Bahnhof                                                                                | 5,44  | Rathaus Kleinzschachwitz                                               | Rathaus Kleinzschachwitz                                               |
| U-Bahn-Haltepunkt / Haltestelle                                                               | 5,59  | Friedrich-August-Platz heute: Zschierener Straße                       | Friedrich-August-Platz heute: Zschierener Straße                       |
| U-Bahn-Kopfbahnhof Streckenende                                                               | 5,89  | Kleinzschachwitz, König-Albert-Platz heute: Ecke Berthold-Haupt-Straße | Kleinzschachwitz, König-Albert-Platz heute: Ecke Berthold-Haupt-Straße |
|                                                                                               |       | Geschichte: 1907–1924                                                  |                                                                        |

Die Dresdner Vorortsbahn (sic, mit s) war einerseits ein Straßenbahnunternehmen im heutigen Dresdner Südosten. Andererseits wird damit die meterspurige Überlandstraßenbahn in den damals selbstständigen Gemeinden von Laubegast über Leuben und Niedersedlitz nach Kleinzschachwitz bezeichnet. Das Unternehmen wurde 1899 von Oskar Ludwig Kummer gegründet und nach dessen Konkurs 1902 von der Gemeinde Leuben aus der Konkursmasse herausgekauft, die damit Eigentümer und Betriebsführer der Bahn wurde. Der Straßenbahnbetrieb wurde von ihr 1905 in den Gemeindeverband von Kleinzschachwitz und Leuben eingebracht. 1921 wurde mit der Eingemeindung der Orte Laubegast, Leuben und Kleinzschachwitz die Stadt Dresden Betriebsführer der Vorortsbahn, die diese Strecke bis 1924 in Dresdner Stadtspurweite (1450 mm) umspurte. Erst um 1926 gelang die Eingliederung des ehemaligen Leubener und später kommunalen Straßenbahnamtes, das eigens für den Betrieb der Strecke 1921 von der Stadtverwaltung Dresden gegründet werden musste, in die Städtische Straßenbahn Dresden. 1936 wurde von Leuben aus eine direkte Verbindung nach Kleinzschachwitz gebaut und die Verbindung zwischen Niedersedlitz und Kleinzschachwitz stillgelegt. Die Dresdner Vorortsbahn ist heute Bestandteil des Streckennetzes der Dresdner Verkehrsbetriebe AG (DVB) und wird von zwei Durchmesserlinien befahren.

## Konzept von Kummer und Bau der ersten Strecke

### Übergeordnetes Verkehrsnetz
Entlang der Eisenbahnstrecke von Dresden nach Böhmen entstanden ab den 1870er Jahren zahlreiche Fabriken. Unter anderem gründete Oskar Ludwig Kummer in Niedersedlitz ein großes Unternehmen für den Elektromaschinenbau (heute Sachsenwerk). Zur gleichen Zeit entstanden zwischen der Elbe und der Eisenbahnstrecke aus den Dörfern Laubegast, Leuben, Seidnitz, Mügeln, Kleinzschachwitz und Großzschachwitz größere Siedlungen. Kummer plante daher ab 1895 den Bau eines Straßenbahnnetzes, das diese Orte mit der Eisenbahn sowie weiteren Orten im Dresdner Umland verbinden sollte. Dieses Überlandstraßenbahnnetz sollte von Niedersedlitz über Kreischa bis nach Deuben und auf der anderen Elbseite von Loschwitz über Pillnitz bis Pirna verlaufen. Eine mit der Straßenbahn nutzbare Fähre zwischen Kleinzschachwitz und Hosterwitz sollte die Strecken auf beiden Elbseiten verbinden. Auch eine Verbindung von Klotzsche mit der Albertstadt gehörte zum Konzept und eine Seilbahn zum Borsberg.
Ab 1898 verhandelte Kummer mit den Gemeinden und ließ einige der Strecken genehmigen, wie die Vorortbahn Loschwitz–Pillnitz, andere Vorhaben wie die Seilbahn, die Strecke nach Pirna und nach Deuben musste er jedoch aufgeben. 

### Dresdner Vorortsbahn
Anders die Strecken von Leuben aus: Dank des tatkräftigen Gemeindevorstandes Dittrich der Gemeinde Leuben konnte dieser nicht nur trotz der inzwischen erkennbaren wirtschaftlichen Schwierigkeiten des Kummerschen Unternehmens erreichen, dass die Linienführung Laubegast–Leuben–Niedersedlitz–Kleinzschachwitz, eine Basisvariante eines übergeordneten Netzes bzw. einer Rundbahn, vollständig durchgeplant wurde, 1899 der Bau der vor allem für Leuben vorteilhaften Anbindungen nach Laubegast (Dresdner Straßenbahnnetz) und Niedersedlitz (Industriebetriebe und Bahnhof) erfolgte, als auch die Genehmigungen bei den inzwischen skeptischen sächsischen Genehmigungsbehörden durchzusetzen.
Trotz aller vorhandenen Skepsis bei den Behörden wurde am 29. Dezember 1899 die Strecke Niedersedlitz–Leuben–Laubegast mit einer Spurweite von 1.000 mm vom Kummerschen Unternehmen eröffnet, am folgenden Tag begann der planmäßige Betrieb. Die Strecke war zunächst eingleisig, 3,632 km lang und besaß fünf Ausweichstellen. 
Die Triebwagen wurden mit 500 V Gleichstrom betrieben, die Versorgung geschah zunächst über das Kraftwerk in Kummers Fabrik. In Laubegast bestand Anschluss an die Strecke der Dresdner Straßenbahn-Gesellschaft. Bald wurden die Wagen wegen ihrer grün-weißen Farbgebung im Volk „Laubfrosch“ genannt. Das Depot befand sich zunächst (bis 1903) auf dem Betriebsgelände Kummers. Obwohl die Strecke einen 15-Minuten-Takt problemlos erlaubte, wurde sie auf Grund des Verkehrsbedarfes mit zwei Triebwagen im 20-Minuten-Takt betrieben: Die beiden Wagen begegneten sich immer in der Ausweiche „Marktplatz Leuben“, was auch die Sicherheit des laufenden Betriebes kostengünstig gewährleistete.

## In Gemeindebesitz

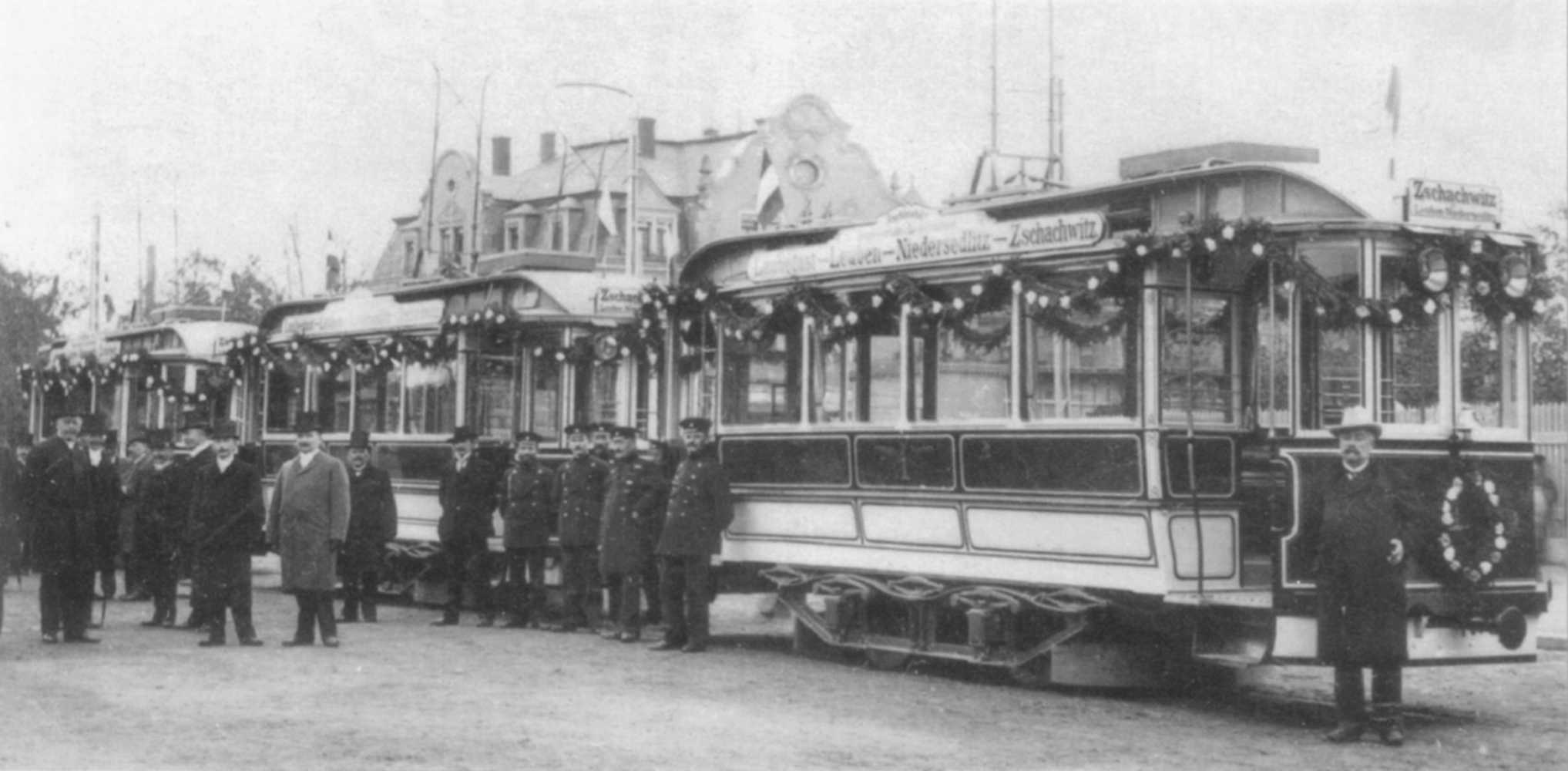
Eröffnung der Streckenverlängerung nach Kleinzschachwitz

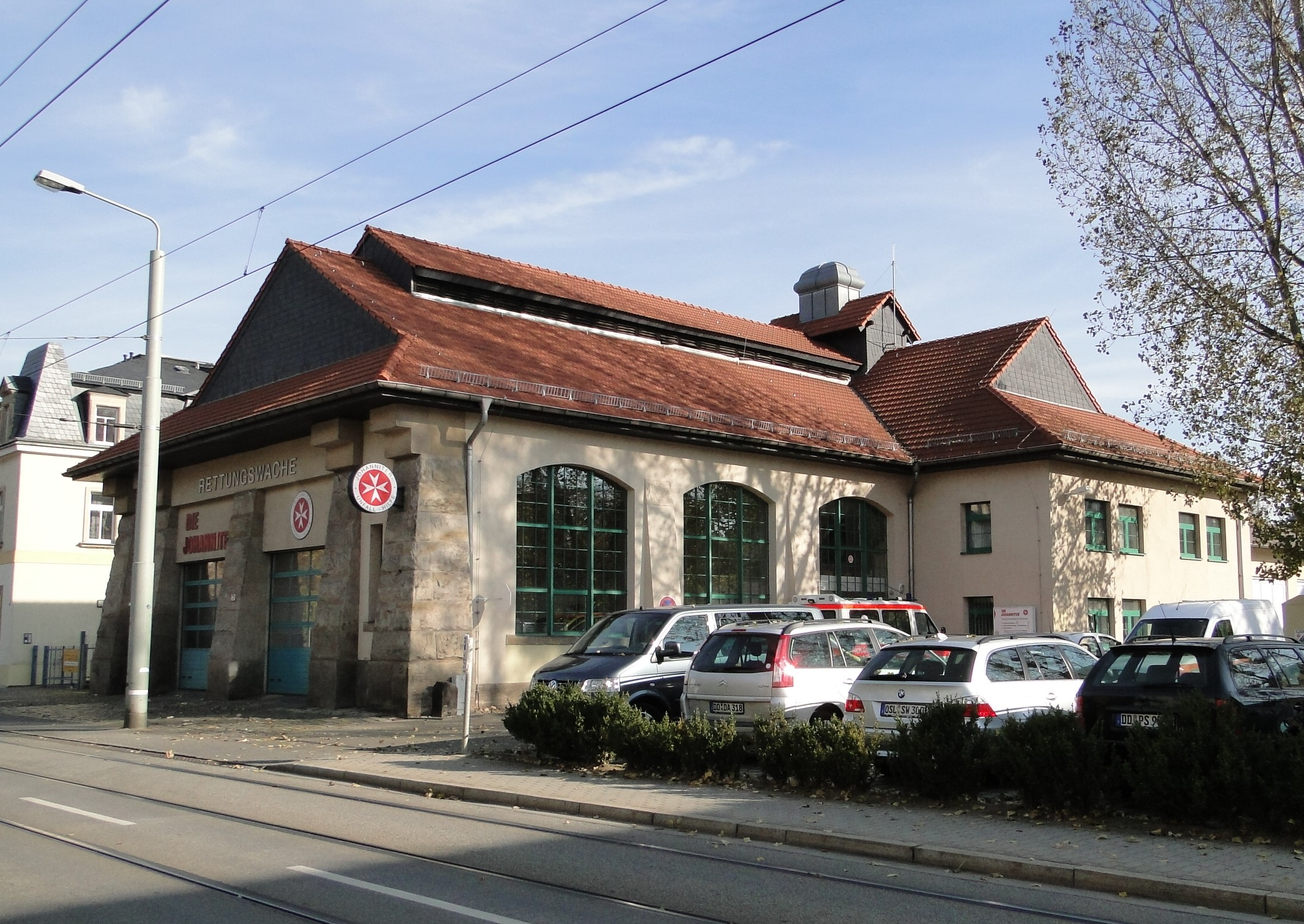
Ehemaliges Straßenbahndepot in der Stephensonstraße

Nach Kummers Konkurs wurde das Projekt der Strecke von Niedersedlitz nach Kreischa durch einen Gemeindeverband als Lockwitztalbahn realisiert. Die Strecke von Laubegast nach Niedersedlitz ging am 1. Juli 1902 mit der Betriebsführung an die Gemeinde Leuben. Die Energieversorgung erfolgte über das Kraftwerk Tolkewitz der Dresdner Straßenbahn AG. Eine Fahrzeughalle wurde 1903 in der Bahnhofsstraße, heute Stephensonstraße, errichtet, bis dahin wurde eine Halle auf dem ehemaligen Gelände der Kummerwerke genutzt.
Ab 1904 bemühte sich Kleinzschachwitz um die Umsetzung der von Kummer geplanten Strecke nach Niedersedlitz und verpflichtete dafür den Ingenieur Johannes Schwarz, der an dem Projekt bereits unter Kummer beteiligt war. Deshalb ging Kleinzschachwitz auf den Vorschlag von Leuben ein, einen Gemeindeverband zu bilden und die Betriebsführung von der Gemeinde Leuben auf diesen Verband zu übertragen. 1905 wurde dieser gegründet und nahm die Arbeiten auf: Parallel zum Bau der Strecke 1906 wurde der bisherige Endpunkt in Niedersedlitz auf den Bahnhofsvorplatz verlegt. Zusammen mit dem ebenfalls 1906 erfolgten Umbau des Bahnhofs der Fernbahn und dem Bau der Lockwitztalbahn entstand damit in Niedersedlitz ein Verkehrsknotenpunkt. Lockwitztalbahn und Dresdner Vorortsbahn teilten sich dabei die Gleise der Umsetzanlagen in Niedersedlitz. Am 17. Oktober 1906 wurde die Verbindung nach Kleinzschachwitz eröffnet. 
Für den Betrieb wurden drei gebrauchte Triebwagen aus Plauen erworben. Zunächst verkehrte eine Linie durchgehend von Kleinzschachwitz nach Laubegast im 15-Minuten-Takt. Da die meisten Fahrgäste aber in Niedersedlitz in die Eisenbahn umstiegen, wurde die Strecke 1918 mit zwei Linien aufgeteilt, die jeweils in Niedersedlitz endeten. Bis 1921 stieg die Zahl der Triebwagen auf insgesamt zehn an.
Eine direkte Verbindung zwischen Laubegast und Kleinzschachwitz, eine Nutzung als Güterstraßenbahn sowie eine Verlängerung der städtischen Straßenbahn von Seidnitz nach Leuben wurden von der Vorortsbahn mehrfach beantragt und gefordert, jedoch immer wieder verschoben, bis der Erste Weltkrieg die Bemühungen vorerst beendete. Auch die 1913 geplante Verlängerung der Straßenbahn bis zur Kleinzschachwitzer Fähre wurde wegen Widersprüchen von Anwohnern nicht umgesetzt. Von 1916 bis 1923 transportierte die Vorortsbahn auch Post nach Leuben und Laubegast.
Am 1. April 1921 wurden Leuben, Laubegast und Kleinzschachwitz nach Dresden eingemeindet. Die Stadt übernahm zunächst den weiteren Betrieb der Straßenbahn. Zur Integration der Vorortsbahn in das städtische Netz wurde eine Umspurung geplant, auch aufgrund des schlechten Zustands der älteren Strecke waren Baumaßnahmen notwendig. Die Strecke von Laubegast nach Niedersedlitz wurde von April bis November 1924 umgespurt, wobei immer nur auf einem kurzen Stück gebaut und der Verkehr auf dem Rest der Strecke aufrechterhalten wurde. Außerdem wurde in Niedersedlitz eine Gleisschleife angelegt.
Darauf folgte die Umspurung der Strecke nach Kleinzschachwitz, die dabei bis zur Fähre verlängert wurde. Der Endpunkt dort hieß nun „Zschieren“. Im Zeitraum der Umspurung wurde die Verlängerung von Seidnitz bis Leuben (Einbindung in die Vorortsbahn am Friedhof Leuben) realisiert. Anschließend wurden die städtischen Linien 19 von Laubegast und 12 von Seidnitz nach Niedersedlitz geführt.
Der Abschnitt Niedersedlitz–Kleinzschachwitz wurde von der Stadt weiter betrieben, da sie von dem damals nicht eingemeindeten Niedersedlitz durch die ebenfalls noch nicht eingemeindeten Orte Zschieren und Großzschachwitz führte und nutzte dafür angemietete Triebwagen der Städtischen Straßenbahn Dresden.
1926 war der Übergang auf die städtische Straßenbahn Dresden vollzogen und das von 1921 an bestehende Straßenbahnamt, das ausschließlich für den Betrieb der Dresdner Vorortsbahn zuständig war, konnte aufgelöst werden.

## Die Dresdner Vorortsbahn bis zur Gegenwart
Durch den Bau der Strecke durch die Königsallee (heute: Berthold-Haupt-Straße, Eröffnung 12. Dezember 1936) wurde aus der vormaligen Strecke von Leuben aus gesehen ein Straßenbahnnetz, das in der Folge stets von Durchmesserlinien befahren wurde und heute Bestandteil des Streckennetzes der Dresdner Verkehrsbetriebe AG ist. 
Am 13. November 1932 wurde schließlich der Streckenabschnitt von Niedersedlitz nach Zschieren komplett eingestellt und zunächst durch Omnibusse der Linie V ersetzt. Diese bestand allerdings nur bis zur Eröffnung der Strecke von Altleuben nach Kleinzschachwitz entlang der Königsallee. Ab 1942 wurden die Gleise zwischen Zschieren und Niedersedlitz (bis auf Stumpfgleise) ausgebaut und fanden als altbrauchbare Schienen im Netz anderweitig Verwendung.
Auf Grund der Eingleisigkeit gestaltete sich die Betriebsführung mit dem starken Berufsverkehrsaufkommen vor allem nach 1945 kompliziert, so dass die Strecken der ehemaligen Vorortsbahn in mehreren Etappen und über mehrere Jahrzehnte gestreckt bis 2006 komplett zweigleisig ausgebaut wurden. Begonnen wurde damit 1924 mit einer 244 Meter langen Einbindung am Forsthaus Laubegast und ein längeres Stück in Leuben, 1926 folgte der Abschnitt vom Friedhof Leuben (die Haltestelle wurde zur Ausweichstelle umgebaut), bis 1931 wurde der zweigleisige Abschnitt bis zur Klettestraße verlängert, es entstand überdies die noch heute als Betriebsstrecke vorgehaltene Wendeschleife (Blockumfahrung) Klettestraße an dem Streckenteil Leuben–Niedersedlitz. Erst 1992 wurde die Strecke von der Klettestraße bis Niedersedlitz zweigleisig ausgebaut, dem folgte 1996 die Berthold-Haupt-Straße und 2006 die Leubener Straße. In dem Zusammenhang wurde die zweigleisige Einbindung von Laubegast nach Niedersedlitz mit einer solchen Richtung Seidnitz ergänzt.
In den 1970er und am Anfang der 1980er Jahre verfolgte die Stadt den Plan, im Altelbarm den großen Straßenbahnbetriebshof Leuben zu errichten. Dazu wurden jeweils eine eingleisige Rechts- und Linksabzweigung in die eingleisige Strecke in der Leubener Straße eingelegt. Die Planungen wurden schon 1990 aufgegeben, die Gleisabzweigungen schließlich bis spätestens 1996 ungenutzt wieder ausgebaut.
Der Straßenbahnhof an der Stephensonstraße wurde nach der Umspurung zum Abstellen von Altfahrzeugen genutzt und 1933 zunächst vermietet und 1938 verkauft. Er blieb erhalten und beherbergt heute den Regionalverband der Johanniter-Unfall-Hilfe sowie eine Rettungswache der Malteser Hilfsdiensts.
Mit der Eröffnung der DVB-Buslinie 96 im Jahr 2000 wurde erst 64 Jahre später wieder eine ÖPNV-Verbindung auf dem Streckenabschnitt Kleinzschachwitz – Niedersedlitz der ehemaligen Vorortsbahn eingerichtet. Heute verkehrt auf diesem Abschnitt die Buslinie 88.